# Акуловський гідровузол

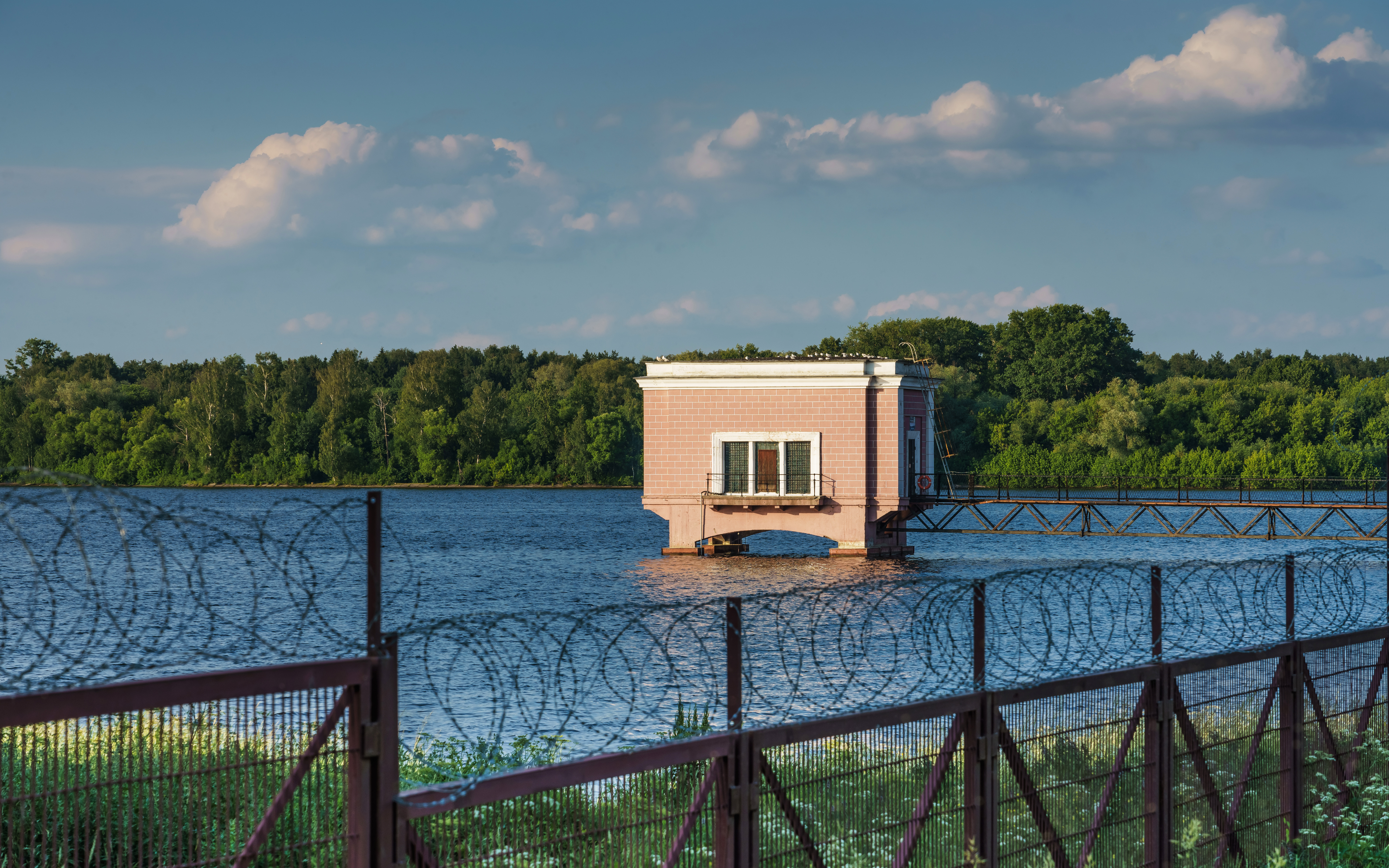
Будівля Акуловського водоскиду на Учинському водосховищі

Акуловський гідровузол — комплекс гідротехнічних споруд (гідровузол) в системі каналу імені Москви. Розташований на річці Уча (лівій притоці Клязьми), біля міста Пушкіно Московської області.
Побудований в 1935-1937 роках силами ув'язнених каналоармійців ГУЛАГу при створенні Учинського (Акуловського) водосховища. Названий по селу Акулове, що було затоплене при заповненні чаші водосховища. Назва села перейшла також на селище Акулове, побудоване при гідровузлі.
Експлуатуюча організація в даний час — АТ «Мосводоканал».

## Споруди
Основною спорудою Акуловського гідровузла є велика земляна гребля (довжиною 1850 м і висотою 24 м) на річці Уча, яка спільно з Пяловською та Пестовською греблями створює Учинське (або Акуловське) водосховище.
Дві допоміжні земляні греблі відокремлюють водосховище від судноплавної частини каналу імені Москви. Іншим важливим елементом є водозабірна споруда з водоскидами. На водоскиді також споруджена Акуловська ГЕС , що відноситься до розряду малих і виробляє електроенергію під час регульованого випуску води.
У чаші Учинського водосховища відстоюється волзький вода перед надходженням її по водопровідному каналу на Східну водопровідну станцію , а з 1952 року — і на Північну водопровідну станцію.